# Mycobacterium bovis
Mycobacterium bovis es una micobacteria de crecimiento lento (16 a 20 horas como tiempo de generación), microaerófila y el causante de tuberculosis bovina. Relacionada con la M. tuberculosis—la micobacteria que causa la tuberculosis en humanos— el M. bovis también puede infectar y causar tuberculosis en humanos.